# Batam
Batam je nejlidnatější město v indonéské provincii Ostrovy Riau. V roce 2024 zde žilo přibližně 1,28 milionu obyvatel. Zahrnuje oblast na stejnojmenném ostrově a dále na ostrovech Rempang, Pulau, Galang a na několika dalších menších ostrovech. Leží asi 20 kilometrů jihovýchodně od Singapuru. Po městech Medan a Palembang je třetím nejlidnatějším městem v regionu zahrnující ostrov Sumatra a menší přilehlé ostrovy (jichž je právě Batam součástí).  
Přes Singapurský průliv sousedí v nejužším místě se státem Singapur ve vzdálenosti pouhých necelých šesti kilometrů. Díky tomu je město významným dopravním uzlem v oblasti, a to prakticky výhradně z hlediska námořní dopravy. Index lidského rozvoje byl v roce 2023 ve městě velmi vysoký a na poměry Indonésie má město rovněž vysoký hrubý domácí produkt; jde tak o jednu z nejbohatších částí země. Město leží v oblasti s ekvatoriálním podnebím a dělí se na celkem 12 okrsků. Přibližně 72 % obyvatel vyznává islám, zatímco 21 % obyvatel jsou křesťané, 6 % obyvatel buddhisté, 1 % obyvatel vyznává konfucianismus a asi 0,6 % obyvatel pak hinduismus. Z etnického hlediska je město velmi smíšené, žije zde celá řada různých etnik, například Javánci nebo Minangkabauové. Dominantními jazyky používaným ve městě jsou indonéština a malajština. 